# Colombiers, Charente-Maritime

Colombiers este o comună în departamentul Charente-Maritime, Franța. În 1 ianuarie 2022 avea o populație de 301 de locuitori.